# Ordem Militar de Nossa Senhora da Conceição de Vila Viçosa
A Ordem Militar de Nossa Senhora da Conceição de Vila Viçosa é uma ordem dinástica portuguesa cujo título de grão-mestre é usado por Duarte Pio de Bragança.

## História
A ordem foi instituída pelo rei D. João VI de Portugal a 6 de fevereiro de 1818, dia da sua aclamação, no Rio de Janeiro, Brasil. O objectivo do rei, grão-mestre da nova Ordem Militar Leiga, era homenagear a padroeira Nossa Senhora da Conceição (designada por alvará de 1646) pelo motivo de Portugal ter sobrevivido, como país independente, às guerras napoleónicas que tinham assolado o país e a Europa. Até 1910 foram agraciados com esta ordem várias personalidades, essencialmente oriundas da nobreza e da aristocracia. O governo provisório, em Outubro de 1910, extinguiu-a como ordem militar, embora o rei D. Manuel II no exílio e os pretendentes a Duques de Bragança que lhe sucederam tenham continuado a utilizar as insígnias desta ordem.

## Graus
1. Grão-Mestre (o rei)
2. Grã-Cruz (GCNSC)
3. Comendador (ComNSC)
4. Cavaleiro / dama (CvNSC / DmNSC)
5. Servente (SNSC)

## Insígnia
A insígnia desta ordem (de banda azul com riscas laterais brancas) é constituída por um medalhão coroado, em forma de estrela, com um círculo ao centro onde se lêem as letras AM (de Ave Maria), com a inscrição Padroeira do Reino. A insígnia foi desenhada por Jean-Baptiste Debret, em 1818.

## Notáveis condecorados
- Infante João, Conde Barcelona (pai do rei João Carlos I)
- João Carlos I da Espanha (rei da Espanha)
- Vitor Emanuel, Príncipe de Nápoles (chefe da Casa Real Italiana)
- Carlos, Duque de Castro (chefe da Casa Real das Duas Sicílias)
- Oto, Príncipe Herdeiro da Áustria (chefe da Casa Imperial Austríaca)
- Alexandre, Príncipe Herdeiro da Iugoslávia (chefe da Casa Real Sérvia)
- Luiz de Orléans e Bragança (chefe da Casa Imperial do Brasil)
- Bertrand de Orléans e Bragança (chefe da Casa Imperial do Brasil)
- Afonso, Príncipe da Beira (herdeiro do Duque de Bragança)[2]
- Rafael de Orléans e Bragança (Príncipe Imperial do Brasil de jure)[3]
- Miguel, Duque de Viseu (Infante de Portugal)
- Henrique, Duque de Coimbra (Infante de Portugal)
- Carlos, Duque de Calábria (chefe da Casa de Bourbon-Sicílias)
- Gaetano Bisleti (Cardeal)
- Joseph Geefs (Sculptor)
- Aymard d'Ursel (Camareiro papal)
- Charles Rogier (8º Primeiro Ministro da Bélgica)
- Paul de Smet de Naeyer (16º Primeio Ministro da Bélgica)
- Joseph, Príncipe de Caraman-Chimay (nobre belga)[4]
- João Carlos de Saldanha Oliveira e Daun, Duque de Saldanha (nobre e militar português)
- Rodrigo Augusto da Silva (senador brasileiro)
- José Paranhos, Visconde do Rio Branco (Primeiro Ministro do Brasil)
- Luís Alves de Lima e Silva, Duque of Caxias (nobre e militar brasileiro)
- Paul Kruger[5]
- Jorge Carlos Fonseca (Presidente de Cabo Verde, condecorado em novembro de 2012)
- Cristiano Ronaldo (jogador profissional de futebol, condecorado com a Medalha de Mérito em 30 de agosto de 2006)[6][7]
- José António Marques (fundador da Cruz Vermelha Portuguesa)[8]